# Дельта Водолея
Дельта Водолея (δ Aqr, δ Aquarii) — третья по яркости звезда в созвездии Водолея. Имеет историческое название Скат, происходит от арабского сак (As-Saq) — нога, так как находится на правой ноге Водолея, чем и объясняется название этой звезды. Также имеет название Шеат, которое делит с Бета Пегаса и происходит от того же арабского корня. В Средние века Шеат производили от Аш-Шиат, что означает желание.
Скат является белой звездой главной последовательности спектрального класса A3. По светимости, спектральному классу и удалению от Солнца очень похож на Тета Льва. Возможно принадлежит к движущейся группе звёзд Большой Медведицы.
Спектроскопические исследования показывают, что Скат может иметь компаньона с периодом обращения 483 ± 20 дня.